# دیو (فیلم ۱۹۷۵)
دیو (فرانسوی: La Bête‎) یک فیلم اروتیک خیال‌پردازانه و ترسناک به کارگردانی والرین بروفچیک محصول سال ۱۹۷۵ است. نقش‌های اصلی آن را سیرپا لِین، لیسبت هومل و مارسل دالیو بر عهده دارند.
دیو گرچه در ابتدا دیو و دلبر را به یاد می‌آورد اما جز رابطهٔ بین جانور و شخصیت زن ارتباط دیگری بین این دو اثر به چشم نمی‌خورد.